# اولکساندر پوکلونسکیی
اولکساندر پوکلونسکیی (اوکراینی: Олександр Володимирович Поклонський؛ زادهٔ ۲۲ ژانویهٔ ۱۹۷۵) بازیکن فوتبال اهل اوکراین است.
وی همچنین در تیم‌های ملی فوتبال زیر ۲۱ سال اوکراین و اوکراین بازی کرده‌است.